# Lago Travis
Il lago Travis è un lago artificiale degli Stati Uniti d'America lungo il corso del fiume Colorado del Texas, nel Texas centrale. Si è formata in seguito alla costruzione della diga Mansfield (Mansfield Dam) nel 1942, a ovest di Austin, da parte del Lower Colorado River Authority.
Il bacino misura 105 km di lunghezza, tra le contee di Travis e Burnet e si estende su una superficie di 77 km².